# Julia Novikovová (orientační běžkyně)
Julia Novikovová, roz. Šedinová (rusky Юлия Сергеевна Новикова)(* 9. listopad 1980, Bělgorod) je ruská reprezentantka v orientačním běhu, jež v současnosti žije v Bělgorodu. Jejím největším úspěchem je stříbrná medaile ze štafet na Mistrovství světa v roce 2008 v Olomouci. Tato štafeta běžela ve složení Galina Vinogradovová první úsek, Julia Novikovová druhý úsek a Taťána Rjabkinová třetí.